# Prvenstvo Jugoslavije u nogometu 1939./40.
Sezona Državnog prvenstva 1939./40. bila je sedamnaesta sezona nacionalnog nogometnog natjecanja u Kraljevini Jugoslaviji. Natjecateljski sustav bio je dvostruki ligaški sustav. Beogradski BSK, koji je bio lanjski prvak, završio je na 2. mjestu, dok je lanjski doprvak, zagrebački Građanski, osvojio naslov prvaka.

Najviše pogodaka je postigao Vojin Božović iz beogradskog BSK-a: 10 pogodaka u 9 susreta.
Tri prvoplasirane ekipe (Građanski, BSK i Slavija) plasirale su se na Mitropa kup 1940.

## Novosti
Jubilarna, 20. godina rada i postojanja Jugoslavenskog nogometnog saveza bila je i posljednja. Promijenio je naziv u Vrhovni nogometni savez Kraljevine Jugoslavije, na godišnjoj skupštini na kojoj je izvršena reorganizacija, odnosno decentralizacija nogometa.

Inicijatori promjena bili su zagrebački nogometni djelatnici, posebice oni okupljeni oko Građanskog. U borbi protiv JNS-a osnovana je Hrvatska športska sloga (sve u skladu s novoosnovanom Banovinom Hrvatskom), a kasnije i Hrvatski nogometni savez. Točka na "i" stavljena je 14. svibnja istupanjem 217 klubova iz JNS-a. Tek tada su došle posljedice: nisu mogli održavati međunarodne utakmice, niti su mogli igrati protiv klubova iz sastava JNS-a. To je posebno pogodilo najbolje klubove. Izlaz iz pat-pozicije ipak je nađen kroz dogovor. JNS je likvidiran (odnosno preimenovan u SLS), a umjesto njega osnovan je novi Vrhovni nogometni savez Jugoslavije, a osnovana su tri, potpuno autonomna, nacionalna saveza – srpski (bivši JNS s promijenjenim nazivom i pečatom) te kao posebni novi savezi: hrvatski i slovenski.
Kronologija događaja:
- Zagrebački nogometni podsavez zatražio je 8. siječnja od JNS-a promjenu pravilnika. Budući da je prijedlog odbijen, delegati iz Hrvatske napustili su skupštinu.
- U Zagrebu je 26. veljače održan sastanak predstavnika svih podsaveza iz Hrvatske na kojem je Zagrebački podsavez ovlašten za nastavak borbe za preustroj JNS, konkretan prijedlog – tri samostalna saveza i to u Beogradu, Zagrebu i Ljubljani.
- Dana 26. travnja održana je sjednica podsaveznih klubova Hrvatske na kojoj je donesena odluka o istupanju iz nacionalne lige.
- Uskoro 14. svibnja 1939. u Zagrebu je uz nazočnost predstavnika 217 klubova održana osnivačka skupština Hrvatske športske sloge.
- Hrvatska športska sloga osnovala je 6. kolovoza Hrvatski nogometni savez sa sjedištem u Zagrebu. Uz njih su bili i Slovenci pa je već 12. kolovoza izabrano vodstvo novoosnovane Hrvatsko-slovenske lige.
- Uslijedile su rasprave o najboljim klubovima – epilog likvidacijske skupštine Jugoslavenskog nogometnog saveza (1. listopada) i osnivanje VSS Jugoslavije i tri nacionalna saveza.

Reorganiziran je i sustav natjecanja. Osnovane su dvije lige, srpska i hrvatsko-slovenska (9 hrvatskih klubova + SK Ljubljana iz Slovenije), s po deset članova. Na kraju je odigrano skraćeno prvenstvo Jugoslavije u kojem su sudjelovale tri prvoplasirane momčadi iz hrvatsko-slovenske i srpske lige. Bilo je to posljednje prijeratno prvenstvo Kraljevine Jugoslavije.
Zbog političkih promjena u zemlji (stvaranje Banovine Hrvatske) došlo je i do promjena u vrhu jugoslavenskog nogometa. Ukinut je Jugoslavenski nogometni savez (JNS), a osnovani su nacionalni nogometni savezi (srpski, hrvatski i slovenski), koji su zajedno činili Vrhovni nogometni savez Kraljevine Jugoslavije. Za naslov državnog prvaka u ligaškom dijelu natjecanja borilo se šest klubova po dvokružnom sustavu (dva boda za pobjedu, jedan za remi); prva tri iz svake srpske i hrvatsko-slovenske lige. Zanimljivo, klubovi su birali koju ligu žele igrati, što je dovelo do brojnih zanimljivih situacija; tako su oba sarajevska ligaša, Slavija i SAŠK, igrali svaki u svojoj ligi (Slavija u srpskoj, a SAŠK u hrvatsko-slovenskoj ligi).

## Formiranje lige

### Kvalifikacije
U kvalifikacijama su sudjelovali pobjednici 14 podsaveznih prvenstava:

Beogradski: Čukarički, Zagrebački: Concordia Zagreb, Splitski: JRŠK Split, Ljubljanski: 1. SSK Maribor, Subotički: ŽAK Subotica, Sarajevski: Velež Mostar, Osiječki: BATA Borovo, Skopski: SSK Skoplje, Novosadski: Vojvodina Novi Sad, Petrovgradski: Borac Petrovgrad, Niški: Car Lazar Kruševac, Cetinjski: Balšić Podgorica, Kragujevački: Radnički Kragujevac, Banjalučki: Krajišnik Banja Luka.

Pobjednik je trebao izboriti nastup na državnom prvenstvu, dok bi poraženi finalist išao u daljnje kvalifikacije protiv SK Zemun (pretposljednje momčadi državnog prvenstva 1938./39.).
Zbog bojkota hrvatskih momčadi (i formiranja Hrvatsko-slovenske lige i Srpske lige nakon reorganizacija sustava natjecanja u kolovozu 1939.), tri pobjednika kvalifikacija (BATA Borovo – 1. skupina, Vojvodina – 2. skupina i ŽAK Subotica – dodatne kvalifikacije) plasirali su se u Srpsku ligu.

### Srpska liga
Sedam članova dolazi iz državnog prvenstva 1938./39.: BSK, Jugoslavija, BASK, Jedinstvo Beograd, Slavija Sarajevo, Građanski Skoplje i Zemun. Još tri članova dolazi iz kvalifikacija: BATA Borovo, Vojvodina i ŽAK Subotica.

Ljestvica: BSK (Beograd) 31, Jugoslavija (Beograd) 24, Slavija (Sarajevo) 23, Vojvodina (Novi Sad) 21, Građanski (Skoplje) 21, Bata (Borovo) 18, Jedinstvo (Beograd) 16, ŽAK (Subotica) 11, BASK (Beograd) 10, Zemun 5 bodova.

Prva tri kluba (BSK, Jugoslavija i Slavija) igraju u državnom prvenstvu 1939./40.

### Hrvatsko-slovenska liga
Pet članova dolazi iz državnog prvenstva 1938./39.: Građanski Zagreb, Hajduk Split, HAŠK Zagreb, SK Ljubljana (jedini slovenski predstavnik) i Slavija Varaždin (pobjednik kvalifikacija protiv Bjelovara). Još pet članova dolazi iz podsaveznih liga: Concordia Zagreb, Slavija Osijek, Bačka Subotica, SAŠK Sarajevo i RSK Split.

Ljestvica: Građanski (Zagreb) 33, HAŠK (Zagreb) 24, Hajduk (Split) 22, Concordia (Zagreb) 19, SAŠK (Sarajevo) 18, Slavija (Osijek) 16, Split 15, Slavija (Varaždin) 12, Bačka (Subotica) 12, Ljubljana 9 bodova.

Prva tri kluba (Građanski, HAŠK i Hajduk) igraju u državnom prvenstvu 1939./40.

## Natjecateljski sustav
U izlučnom dijelu natjecanja, Hrvatsko-slovenskoj ligi 1939./40., koju su zasebno organizirali Hrvatski nogometni savez i Nogometni savez Slovenije, te Srpskoj ligi 1939./40., koju je organizirao Nogometni savez Srbije, natjecalo se ukupno 20 momčadi (10 momčadi u svakoj ligi). Momčadi su međusobno igrale dvokružni ligaški sustav, a po tri prvoplasirane momčadi izborile su završnicu Prvenstva Kraljevine Jugoslavije 1939./40. Završnica se također igrala dvostrukim ligaškim sustavom, a prvakom je postala momčad s najviše osvojenih bodova (pobjeda = 2 boda, neodlučeno = 1 bod, poraz = bez bodova).

## Sudionici
| Klub                                | Grad     | Stadion                        | Sezona 1938./39. | Sezona 1938./39.  |
| Klub                                | Grad     | Stadion                        | Poz.             | Rang              |
| ----------------------------------- | -------- | ------------------------------ | ---------------- | ----------------- |
| BSK                                 | Beograd  | Igralište na Topčiderskom brdu | Prvak            | Državno prvenstvo |
| 1. hrvatski građanski športski klub | Zagreb   | Igralište Građanskog           | 2.               | Državno prvenstvo |
| SK Jugoslavija                      | Beograd  | Igralište SK Jugoslavije       | 3.               | Državno prvenstvo |
| JŠK Hajduk                          | Split    | Stari plac                     | 4.               | Državno prvenstvo |
| HAŠK                                | Zagreb   | Stadion Maksimir               | 5.               | Državno prvenstvo |
| SK Slavija                          | Sarajevo | Igralište na Marindvoru        | 7.               | Državno prvenstvo |

## Ljestvica
| mj.     | klub                | ut. | pob. | ner. | por. | gol+ | gol- | kvoc  | bod |
| ------- | ------------------- | --- | ---- | ---- | ---- | ---- | ---- | ----- | --- |
| 1.      | Građanski Zagreb    | 10  | 8    | 0    | 2    | 25   | 11   | 2,272 | 16  |
| 2.      | BSK Beograd         | 10  | 7    | 1    | 2    | 30   | 7    | 4,285 | 15  |
| 3.      | Slavija Sarajevo    | 10  | 7    | 0    | 3    | 14   | 14   | 1,000 | 14  |
| 4.      | Jugoslavija Beograd | 10  | 3    | 2    | 5    | 16   | 18   | 0,888 | 8   |
| 5.      | Hajduk Split        | 10  | 1    | 3    | 6    | 14   | 29   | 0,482 | 5   |
| 6.      | HAŠK Zagreb         | 10  | 1    | 0    | 9    | 12   | 32   | 0,375 | 2   |
|         |                     |     |      |      |      |      |      |       |     |
| Izvori: |                     |     |      |      |      |      |      |       |     |

|  | Građanski Zagreb je prvak Jugoslavije |

## Rezultati
| Nogometni klub      | GRA | BSK | SLS | JUG | HAJ | HAŠ |
| ------------------- | --- | --- | --- | --- | --- | --- |
| Građanski Zagreb    | GRA | 2:3 | 1:2 | 4:0 | 4:2 | 2:1 |
| BSK Beograd         | 0:1 | BSK | 6:0 | 3:1 | 9:0 | 4:0 |
| Slavija Sarajevo    | 2:3 | 0:1 | SLS | 1:0 | 2:1 | 1:0 |
| Jugoslavija Beograd | 1:2 | 1:0 | 0:1 | JUG | 1:1 | 6:2 |
| Hajduk Split        | 0:2 | 1:1 | 2:4 | 1:1 | HAJ | 5:1 |
| HAŠK Zagreb         | 0:4 | 1:3 | 0:1 | 3:5 | 4:1 | HAŠ |

## Prvaci
Prvi hrvatski građanski športski klub (Zagreb): Ivan Jazbinšek, Zvonimir Cimermančić, Svetozar Đanić, Ivica Belošević, August Lešnik, Emil Urch, Miroslav Brozović, Milan Antolković, Florijan Matekalo, Drago Žalant, Mirko Kokotović (trener: Márton Bukovi)

## Statistika

### Ljestvica strijelaca
| Pl. | Ime                  | Klub                  | Broj pogodaka |
| --- | -------------------- | --------------------- | ------------- |
| 1.  | Vojin Božović        | BSK (Beograd)         | 10            |
| 2.  | August Lešnik        | Građanski (Zagreb)    | 9             |
| 2.  | Svetislav Glišović   | BSK (Beograd)         | 9             |
| 4.  | Aleksandar Petrović  | Jugoslavija (Beograd) | 8             |
| 5.  | Zvonimir Cimermančić | Građanski (Zagreb)    | 5             |
| 5.  | Franjo Wölfl         | Građanski (Zagreb)    | 5             |
| 7.  | Đorđe Vujadinović    | BSK (Beograd)         | 4             |
| 7.  | Branko Šalipur       | Slavija (Sarajevo)    | 4             |
| 7.  | Đorđe Lojančić       | Jugoslavija (Beograd) | 4             |
| 7.  | Ivo Radovniković     | Hajduk (Split)        | 4             |
| 7.  | Ivo Alujević         | Hajduk (Split)        | 4             |
| 7.  | Ivan Hitrec          | HAŠK (Zagreb)         | 4             |

### Klubovi
Pojašnjenje: Ime i prezime igrača (broj nastupa u sezoni/broj golova u sezoni). Igrači su poredani prema poziciji u momčadi od golmana do napadača, a potom i po broju nastupa.
- Građanski (Zagreb)

Trener: Márton Bukovi (Mađarska)

Franjo Glaser 6/0, Edmund Urch 3/0, Vladimir Cingula 1/0, Miroslav Brozović 9/0, Ivan Belošević 8/0, Ivan Šuprina 5/0, Zvonimir Cimermančić 10/5, Ivan Jazbinšek 10/0, August Jutt 6/0, August Lešnik 9/9, Milan Antolković 9/2, Miroslav Kokotović 8/0, Svetozar Džanić 8/0, Franjo Wölfl 7/5, Florijan Matekalo 5/1, Drago Žalant 4/2, Branko Pleše 1/0
- BSK (Beograd)

Trener: István Mészáros (Mađarska)

Srđan Mrkušić 10/0, Đorđe Stojiljković 10/0, Ernest Dubac 10/0, Prvoslav Dragićević 10/0, Gustav Lechner 10/0, Lazar Popović 1/0, Petar Manola 10/0, Svetislav Glišović 10/9, Milorad (II) Nikolić 10/3, Đorđe Vujadinović 9/4, Vojin Božović 9/10, Svetislav Valjarević 7/1, Frane Matošić 4/2
- Slavija (Sarajevo)

Trener: Vilmos Wilhelm (Mađarska)

Mihovil Krstulović 10/0, Slavko Zagorac 10/1, Branko Stanković 3/0, Zdravko Pavlić 10/0, Branko Šalipur 10/4, Ivan Glavočević 10/0, Vojislav Marjanović 9/0, Vojislav Petković 10/0, Branko Tešanić 9/1, Predrag Đajić 8/1, Velisav Lazarević 8/2, Milan Rajlić 6/0, Anto Bobetić 4/2, Milorad Bulajić 2/1, Džemal Muminagić 1/2
- Jugoslavija (Beograd)

Trener: Robert Lang (Austrija) → Miro Stevanović

Ljubomir Lovrić 10/0, Miroslav Lukić 10/0, Pavle Petrović 4/0, Jovan Fabijan 1/0, Ljubiša Broćić 9/0, Milan Krstić 5/0, Aleksandar Panić 4/1, Slobodan Anđelković 3/0, Milivoje Đurđević 1/0, Nikola Perlić 10/0, Aleksandar Petrović 10/8, Aleksandar Atanacković 10/0, Milovan Ćirić 7/0, Miodrag Savić 7/0, Božidar Drenovac 5/1, Radomir Stevkov 5/1, Đorđe Lojančić 3/4, Bogomir Rakar 2/0, Nikola Bednar 2/1, Krešimir Eibel 1/0, Miodrag Bogdanović 1/0
- Hajduk (Split)

Trener: Ljubomir Benčić & Jiří Sobotka (Čehoslovačka)

Petar Brkljača 9/0, Veljko Lovrić 1/0, Jozo Matošić 10/0, Ljubomir Kokeza 7/0, Šime Milutin 3/0, Anđelko Marušić 9/0, Gajetano Raffanelli 8/0, Zdenko Zelić 3/0, Ante Muljačić 3/0, Branko Bakotić 10/0, Ivo Radovniković 10/4, Ivo Alujević 10/4, Jiří Sobotka 8/2, Karlo Čapeta 6/2, Branko Viđak 5/1, Leo Lemešić 3/1, Miljenko Batinić 3/0, Veljko Šubašić 2/0
- HAŠK (Zagreb)

Trener: Karl Mütsch (Austrija)

Milivoj Cindrić 9/0, Franjo Burić 1/0, Borivoj Konstantinović 10/0, Zeno Golac 9/0, Nikola Pajević 10/0, Ivan Gajer 9/1, Ivan Duh 10/3, Boris Župančič 9/1, Ivan Hitrec 8/4, Josip Žele 8/0, Nikola Duković 8/2, Ivan Medarić 6/1, Franc Belak 6/0, Zvonimir Koceić 4/0, Petar Vuković 3/0

## Vanjske poveznice
- RSSSF: Yugoslavia List of Topscorers
- RSSSF: Yugoslavia List of Final Tables
- RSSSF: sezona 1939./40.
- exyufudbal: Državno prvenstvo 1939./40.
- exyufudbal: Kvalifikacije i podsavezna prvenstva: 1939./40.
- fsgzrenjanin: SISTEM TAKMIČENJA U KRALJEVINI JUGOSLAVIJI
- claudionicoletti: KINGDOM OF YUGOSLAVIA 1931-1940